# Luan Maximiliano
Luan Lucas Abrantes Maximiliano, mais conhecido como Luan, (Juiz de Fora, Minas Gerais, 12 de fevereiro de 1993), é um futebolista brasileiro que atua como meio-campo. Atualmente, está sem clube.

## Carreira
Com uma breve passagem nas categorias de base do Botafogo, Luan é criado da base do Tupi, integrando as categorias de base do clube desde os 10 anos de idade onde, ao todo, fez 116 partidas e marcou 26 gols. Fez parte do elenco do Tupi que disputou a Série C do Campeonato Brasileiro de 2012 e do time que se reergueu na Série D do Campeonato Brasileiro de 2013.